# Wim Ruska
Wim Ruska (n. 29 august 1940, Amsterdam, Reichskomisariatul Niederlande – d. 14 februarie 2015, Hoorn, Olanda de Nord, Țările de Jos) a fost un judocan ce a reprezentat Regatul Țărilor de Jos, medaliat olimpic. A participat la o ediție a Jocurilor Olimpice (1972) în care a câștigat două medalii de aur.